# 폴란드 U-17 축구 국가대표팀
폴란드 U-17 축구 국가대표팀(폴란드어: Reprezentacja Polski U-17 w piłce nożnej)은 폴란드를 대표하는 17세 이하의 축구 국가대표팀으로, 폴란드의 축구 관리 기관인 폴란드 축구 협회의 관리를 받는다. UEFA U-17 축구 선수권 대회에 5번 참가해 2012년과 2023년 준결승을 진출했으며, FIFA U-17 월드컵에는 3번 참가해 1993년에 4위를 기록했다.

## 역대 감독
| 감독                | 임기        |
| ------------------- | ----------- |
| 브와디스와프 주무다 | 2009 ~ 2010 |